# 維克多·辛特斯
維克多·辛特斯（Victor Sintès，1980年8月8日—）是一名擁有法國和阿爾及利亞雙重國籍的擊劍運動員，主攻鈍劍項目。他曾獲得世界擊劍錦標賽男子團體鈍劍金牌。

## 外部連結
- FIE （页面存档备份，存于）